# Países Bajos en la Copa Mundial de Fútbol de 1990
La selección de los Países Bajos fue uno de los 24 países participantes de la Copa Mundial de Fútbol de 1990, realizada en Italia. El seleccionado neerlandés clasificó a la cita de Italia, tras obtener el primer puesto del Grupo 4 de la eliminatoria de la UEFA, superando por 1 punto a su similar de Alemania Federal, equipo que venía de ser subcampeón, de la edición de México 1986 y que precisamente eliminó a los neerlandeses, al vencerlos por 2 a 1 en Milán, en los octavos de final.

## Clasificación

### Grupo 4

#### Tabla de posiciones
|                  | PJ | PG | PE | PP | GF | GC | Dif | Pts |
| ---------------- | -- | -- | -- | -- | -- | -- | --- | --- |
| Países Bajos     | 6  | 4  | 2  | 0  | 8  | 2  | +6  | 10  |
| Alemania Federal | 6  | 3  | 3  | 0  | 13 | 3  | +10 | 9   |
| Finlandia        | 6  | 1  | 1  | 4  | 4  | 16 | -12 | 3   |
| Gales            | 6  | 0  | 2  | 4  | 4  | 8  | -4  | 2   |

|                             | Bandera de Finlandia | Bandera de los Países Bajos | Bandera de Gales | Bandera de Alemania |
| --------------------------- | -------------------- | --------------------------- | ---------------- | ------------------- |
| Bandera de Finlandia        | –                    | 0 – 1                       | 1 – 0            | 0 – 4               |
| Bandera de los Países Bajos | 3 – 0                | –                           | 1 – 0            | 1 – 1               |
| Bandera de Gales            | 2 – 2                | 1 – 2                       | –                | 0 – 0               |
| Bandera de Alemania         | 6 – 1                | 0 – 0                       | 2 – 1            | –                   |

## Jugadores
Entrenador:  Leo Beenhakker
| No. | Pos. | Jugador            | Fecha de nacimiento (edad)         | Apa. | Club       |
| --- | ---- | ------------------ | ---------------------------------- | ---- | ---------- |
| 1   | POR  | Hans van Breukelen | 4 de octubre de 1956 (33 años)     | 52   | PSV        |
| 2   | DEF  | Berry van Aerle    | 8 de diciembre de 1962 (27 años)   | 22   | PSV        |
| 3   | MED  | Frank Rijkaard     | 30 de septiembre de 1962 (27 años) | 42   | Milan      |
| 4   | DEF  | Ronald Koeman      | 21 de marzo de 1963 (27 años)      | 43   | Barcelona  |
| 5   | DEF  | Adri van Tiggelen  | 16 de junio de 1957 (32 años)      | 40   | Anderlecht |
| 6   | MED  | Jan Wouters        | 17 de julio de 1960 (29 años)      | 30   | Ajax       |
| 7   | MED  | Erwin Koeman       | 20 de septiembre de 1961 (28 años) | 23   | Mechelen   |
| 8   | MED  | Gerald Vanenburg   | 5 de marzo de 1964 (26 años)       | 36   | PSV        |
| 9   | DEL  | Marco van Basten   | 31 de octubre de 1964 (25 años)    | 35   | Milan      |
| 10  | MED  | Ruud Gullit        | 1 de septiembre de 1962 (27 años)  | 44   | Milan      |
| 11  | MED  | Richard Witschge   | 20 de septiembre de 1969 (20 años) | 4    | Ajax       |
| 12  | DEL  | Wim Kieft          | 12 de noviembre de 1962 (27 años)  | 27   | PSV        |
| 13  | DEF  | Graeme Rutjes      | 26 de marzo de 1960 (30 años)      | 7    | Mechelen   |
| 14  | DEL  | John van 't Schip  | 30 de noviembre de 1963 (26 años)  | 22   | Ajax       |
| 15  | DEL  | Bryan Roy          | 12 de febrero de 1970 (20 años)    | 2    | Ajax       |
| 16  | POR  | Joop Hiele         | 25 de diciembre de 1958 (31 años)  | 6    | Feyenoord  |
| 17  | DEL  | Hans Gillhaus      | 5 de noviembre de 1963 (26 años)   | 2    | Aberdeen   |
| 18  | DEF  | Henk Fraser        | 7 de julio de 1966 (23 años)       | 2    | Roda JC    |
| 19  | DEL  | John van Loen      | 4 de febrero de 1965 (25 años)     | 6    | Roda JC    |
| 20  | MED  | Aron Winter        | 1 de marzo de 1967 (23 años)       | 11   | Ajax       |
| 21  | DEF  | Danny Blind        | 1 de agosto de 1961 (28 años)      | 5    | Ajax       |
| 22  | POR  | Stanley Menzo      | 15 de octubre de 1963 (26 años)    | 1    | Ajax       |

## Participación

### Primera ronda

#### Grupo F
| Equipo       | Pts | PJ | PG | PE | PP | GF | GC | Dif |
| ------------ | --- | -- | -- | -- | -- | -- | -- | --- |
| Inglaterra   | 4   | 3  | 1  | 2  | 0  | 2  | 1  | 1   |
| Irlanda 1    | 3   | 3  | 0  | 3  | 0  | 2  | 2  | 0   |
| Países Bajos | 3   | 3  | 0  | 3  | 0  | 2  | 2  | 0   |
| Egipto       | 2   | 3  | 0  | 2  | 1  | 1  | 2  | -1  |

| 12 de junio de 1990, 21:00 | Países Bajos | 1:1 (0:0) | Egipto                | Stadio Della Favorita, Palermo                                             |                                                                            |
|                            | Kieft 58'    | Reporte   | Abdelghani 83' (pen.) | Asistencia: 34.421 espectadores Árbitro(s): Emilio Soriano Aldrén (España) | Asistencia: 34.421 espectadores Árbitro(s): Emilio Soriano Aldrén (España) |

| 16 de junio de 1990, 17:00 | Inglaterra | 0:0     | Países Bajos | Stadio Sant'Elia, Cagliari                                              |                                                                         |
|                            |            | Reporte |              | Asistencia: 35.267 espectadores Árbitro(s): Zoran Petrović (Yugoslavia) | Asistencia: 35.267 espectadores Árbitro(s): Zoran Petrović (Yugoslavia) |

| 21 de junio de 1990, 21:00 | Países Bajos | 1:1 (1:0) | Irlanda   | Stadio Della Favorita, Palermo                                       |                                                                      |
|                            | Gullit 11'   | Reporte   | Quinn 71' | Asistencia: 33.288 espectadores Árbitro(s): Michel Vautrot (Francia) | Asistencia: 33.288 espectadores Árbitro(s): Michel Vautrot (Francia) |

### Segunda ronda

#### Octavos de final
| 24 de junio de 1990, 21:00 | Alemania Federal           | 2:1 (0:0) | Países Bajos      | Stadio Giuseppe Meazza, Milán                                               |                                                                             |
|                            | Klinsmann 51' · Brehme 85' | Reporte   | Koeman 89' (pen.) | Asistencia: 74.559 espectadores Árbitro(s): Juan Carlos Loustau (Argentina) | Asistencia: 74.559 espectadores Árbitro(s): Juan Carlos Loustau (Argentina) |